# Квинкеов положај
Квинкеов положај је један од присилних положаја тела који омогућава искашљвање, дренажа или евакуација бронхијалног секрета.

## Епоним
Хајнрих Квинке признати немачки лекар који се успешно бавио клиничким и експерименталним радом у медицин први је описао методу плућне дренаже код пацијентима са плућним апсцесом, стављањем болесника да леже у положају у којем се успешно и најлакше искашљавање испљувак или гнојни садрђај из плућа. Овај позиција је касније названа по Квинкеу Квинкеов положај.

## Опште информације
Квинкеова положајна дренажа има задатак да болеснику олакша искашљавања кавернозног садржаја код бронхиектазија или апсцеса плућа.  
Уовај положај се болесник поставља највише 2 пута дневно по 15 минута, јер је веома напоран за болесника и захтева да глава буде ниже уодносу на доње удове (екстремитете). 
У Квинкеовом положају болесник је постављен мало косо преко кревета, тако да му глава и грудни кош висе са једне стране кревета док доњи део тела остаје на кревету.